# Shaniel Thomas
Shaniel Thomas (Kingston, 14 de septiembre de 2001) es un futbolista jamaicano que juega en la demarcación de delantero para el Cavalier SC de la Liga Premier Nacional de Jamaica.

## Selección nacional
El 11 de noviembre de 2023 hizo su debut con la selección de Jamaica en un partido amistoso contra Guatemala que finalizó con un resultado de empate a cero.

## Clubes
| Club        | País    | Año   | Partidos | Goles |
| ----------- | ------- | ----- | -------- | ----- |
| Cavalier SC | Jamaica | 2018- | 73       | 23    |

## Palmarés

### Torneos nacionales
| Título                | Equipo         | Sede    | Año     |
| --------------------- | -------------- | ------- | ------- |
| Liga Premier Nacional | Cavalier F. C. | Jamaica | 2020-21 |
| Liga Premier Nacional | Cavalier F. C. | Jamaica | 2023-24 |

### Torneos internacionales
| Título                           | Equipo         | Sede     | Año  |
| -------------------------------- | -------------- | -------- | ---- |
| Copa Caribeña de Clubes Concacaf | Cavalier F. C. | Santiago | 2024 |